# ابوجضاضن (أولاد محند فطومة)
ابوجضاضن هو دُوَّار يقع بجماعة بني وكيل أولاد امحند، إقليم الناظور، جهة الشرق في المملكة المغربية. ينتمي الدوّار لمشيخة أولاد محند فطومة التي تضم 4 دواوير. يقدر عدد سكانه بـ 1219 نسمة حسب الإحصاء الرسمي للسكان والسكنى لسنة 2004.

## روابط خارجية
- البوابة الوطنية للجماعات الترابية
- المندوبية السامية للتخطيط